# چاد کولمن
چاد کولمن (انگلیسی: Chad Coleman؛ زادهٔ ) یک هنرپیشه اهل ایالات متحده آمریکا است. وی از سال ۱۹۹۲ میلادی تاکنون مشغول فعالیت بوده‌است.وی بیشتر برای بازی در نقش تایریس(tyreese) در سریال مردگان متحرک شناخته می شود.

## فیلم ها و مجموعه های تلویزیونی
- مردگان متحرک
- پیکان
- زنبور سبز
- برادر به برادر(فیلم کوتاه)
- رییس های وحشتناک
- سرعت زندگی
- ساختن لیموناد(فیلم کوتاه)
- ریشه ها
- لفت فور دد(صدا پیشه coach)
- رزیدنت اویل ۶(صدا پیشه شخصیت مهمان coach)
- اتوموبیل دزدی بزرگ ۴(K 109: Imaging)
- اتوموبیل دزدی بزرگ نصنیف گی تونی(K 109: The Studio Imaging)